# Apple Studio Display (1998-2004)
Het Apple Studio Display is een serie van CRT- en LCD-beeldschermen ontworpen, gefabriceerd en verkocht door Apple Computer vanaf maart 1998. Na de introductie van het breedbeeld Apple Cinema Display in 1999 werden beide beeldschermen naast elkaar verkocht totdat het Studio Display in juni 2004 stopgezet werd. Met uitzondering van het laatste 17 inch-model hadden alle Studio Displays een beeldverhouding van 4:3.
Apple gebruikte de naam Studio Display bijna 18 jaar later opnieuw voor een ander beeldschermmodel, dat geïntroduceerd werd in maart 2022.

## Modellen

### LCD-modellen (1998-2004)

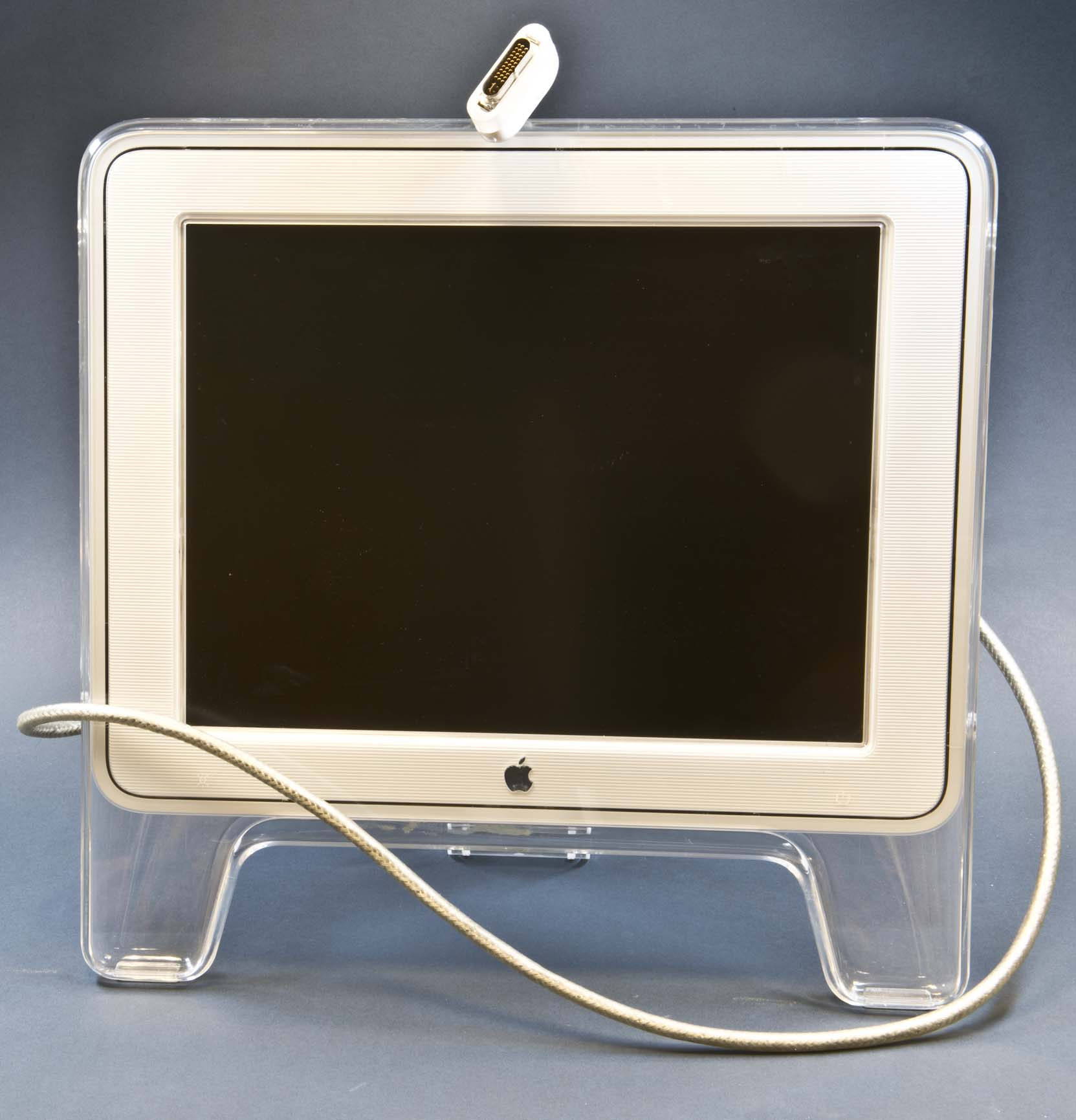
Een 15 inch LCD Apple Studio Display met ADC-connector

Het eerste Apple-beeldscherm dat gebruik maakte van LCD-technologie was een 15 inch (38 cm) Apple Studio Display met een resolutie van 1024x768 pixels. Het werd geïntroduceerd op de Seybold Seminars Expo in 1998 naast de eerste generatie Power Macintosh G3. Het beeldscherm heeft een DB-15-connector om het op een computer aan te sluiten. Daarnaast zijn er 2 ADB-poorten, een S-Video- en composietvideopoort, evenals RCA-audioconnectoren en een hoofdtelefoonaansluiting. Hoewel het beeldscherm bedoeld was om gebruikt te worden in combinatie met de Power Macintosh G3, had het al een doorschijnend plastic ontwerp in de stijl van de toekomstige iMac terwijl de eerste generatie Power Macintosh G3 nog steeds beige was.
Het Studio Display kreeg een eerste update in januari 1999 met een blauw en witte behuizing die paste bij de blauw/witte Power Macintosh G3. De DA-15-connector werd vervangen door een VGA-connector.
In augustus 1999 was er een tweede update met een witte en grafietkleurige buitenkant die paste bij de nieuwe Power Mac G4. Dit Studio Display had een DVI-connector en USB-poorten.
In juli 2000 werd een model van het 15 inch Studio Display geïntroduceerd met een ADC-connector en een driepotige standaard in doorzichtig plastic, voor gebruik met de Power Mac G4 Cube. Het ontwerp van dit beeldscherm was gebaseerd op het 22 inch (55 cm) Apple Cinema Display.
In mei 2001 bracht Apple een 17 inch (43 cm) Studio Display uit met een resolutie van 1280x1024 pixels. In januari 2003 werd het 15 inch Studio Display stopgezet, waardoor het 17 inch-model het laatste beschikbare model in de Apple Studio Display-serie bleef. In juni 2004 stopte Apple met de Apple Studio Display-serie ten gunste van de breedbeeld Apple Cinema Display-serie.
| Schermgrootte | A.R. | Resolutie | Behuizing                                           | Connector | Jaartal           |
| ------------- | ---- | --------- | --------------------------------------------------- | --------- | ----------------- |
| 15 inch       | 4:3  | 1024x768  | doorschijnend grijs/blauw                           | DB-15     | 03/1998 - 01/1999 |
| 15 inch       | 4:3  | 1024x768  | doorschijnend blauw/wit                             | VGA       | 01/1999 - 08/1999 |
| 15 inch       | 4:3  | 1024x768  | doorschijnend grafiet/wit                           | DVI       | 08/1999 - 07/2000 |
| 15 inch       | 4:3  | 1024x768  | wit met driepotige standaard in doorzichtig plastic | ADC       | 07/2000 - 10/2002 |
| 17 inch       | 5:4  | 1280×1024 | wit met driepotige standaard in doorzichtig plastic | ADC       | 05/2001 - 06/2004 |

### CRT-modellen (1999-2001)

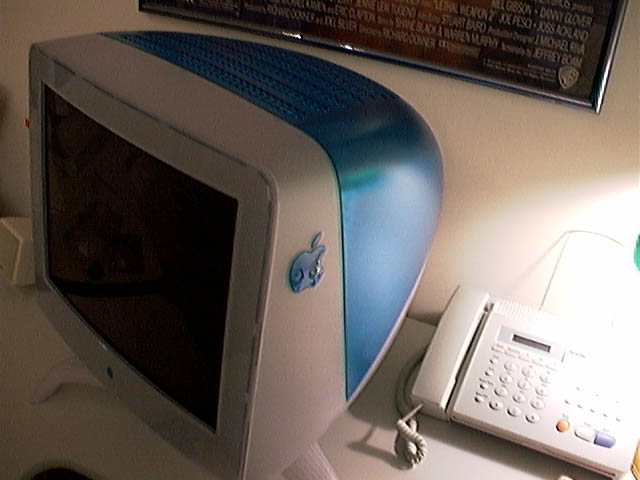
Een 17 inch CRT Apple Studio Display

In januari 1999 introduceerde Apple een 17 inch (43 cm) en 19 inch (48 cm) CRT Studio Display met een VGA-connector en een blauw en witte behuizing, passend bij de blauw/witte Power Macintosh G3. In augustus 1999 werd de kleur van de behuizing gewijzigd in grafiet en wit, passend bij de Power Mac G4. In juli 2000 werd het 21 inch-model stopgezet en het 17 inch-model vervangen door een nieuw model met een doorschijnende plastic behuizing en een ADC-connector.
Apple stopte in mei 2001 met CRT-beeldschermen.
| Schermgrootte | A.R. | Resolutie | Behuizing                 | Connector | Jaartal           |
| ------------- | ---- | --------- | ------------------------- | --------- | ----------------- |
| 17 inch       | 4:3  | 1600×1200 | doorschijnend blauw/wit   | VGA       | 01/1999 - 08/1999 |
| 21 inch       | 4:3  | 1600×1200 | doorschijnend blauw/wit   | VGA       | 01/1999 - 08/1999 |
| 17 inch       | 4:3  | 1600×1200 | doorschijnend grafiet/wit | VGA       | 08/1999 - 07/2000 |
| 21 inch       | 4:3  | 1600×1200 | doorschijnend grafiet/wit | VGA       | 08/1999 - 07/2000 |
| 17 inch       | 4:3  | 1600×1200 | doorzichtig plastic       | ADC       | 07/2000 - 05/2001 |